# Mikronéská kuchyně

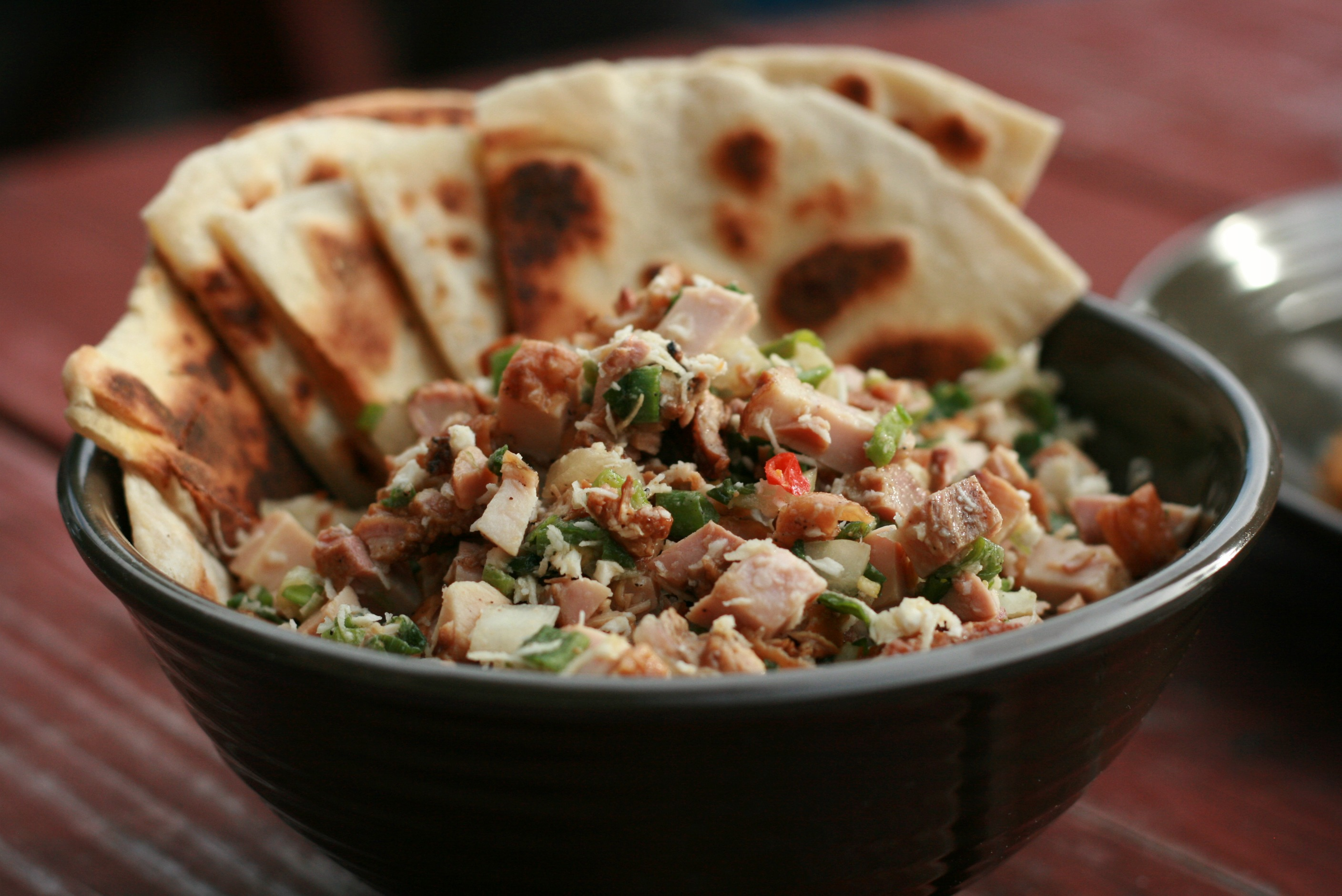
Kelaugen s tortillou

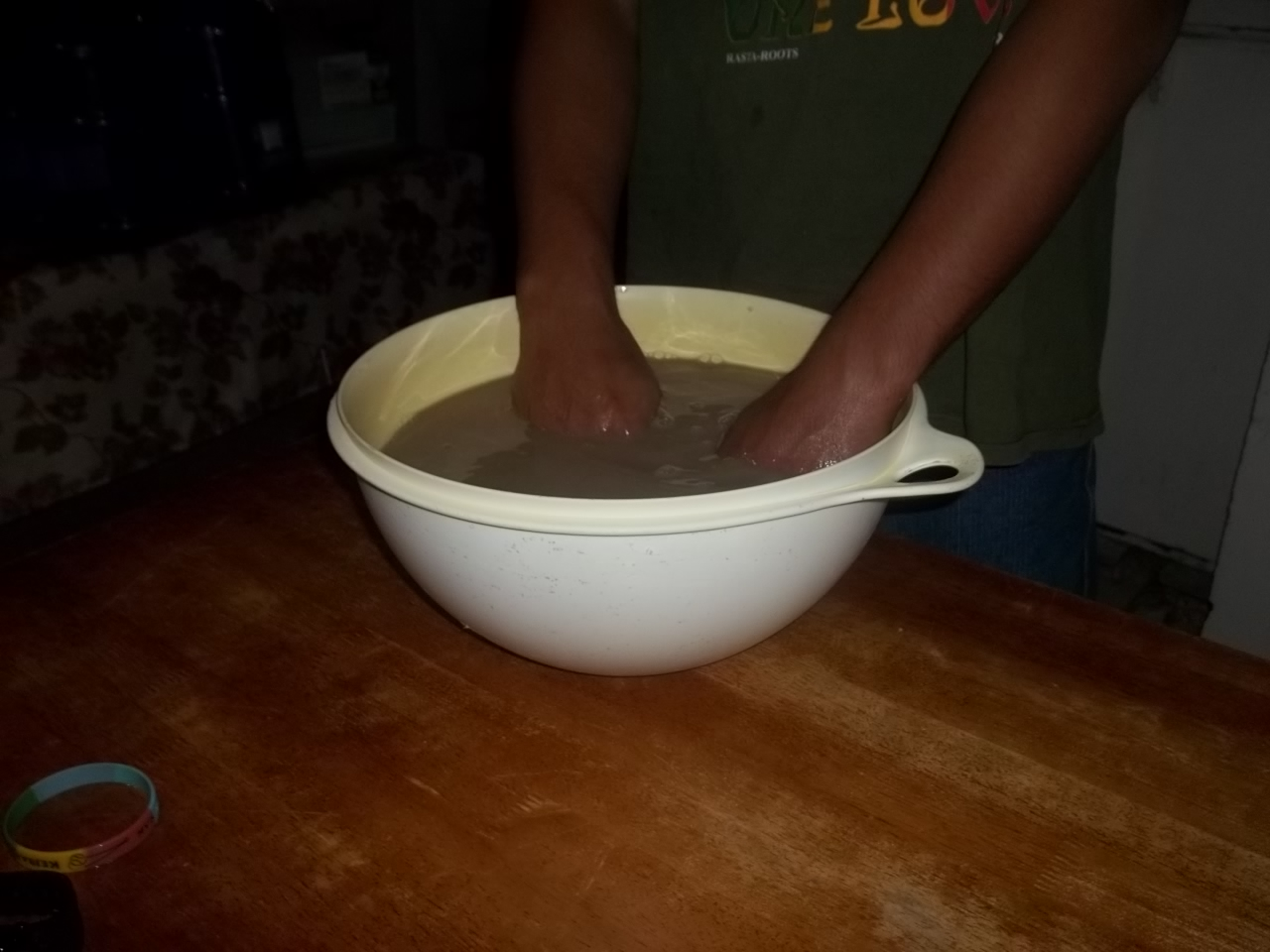
Příprava sakau na ostrově Pohnpei

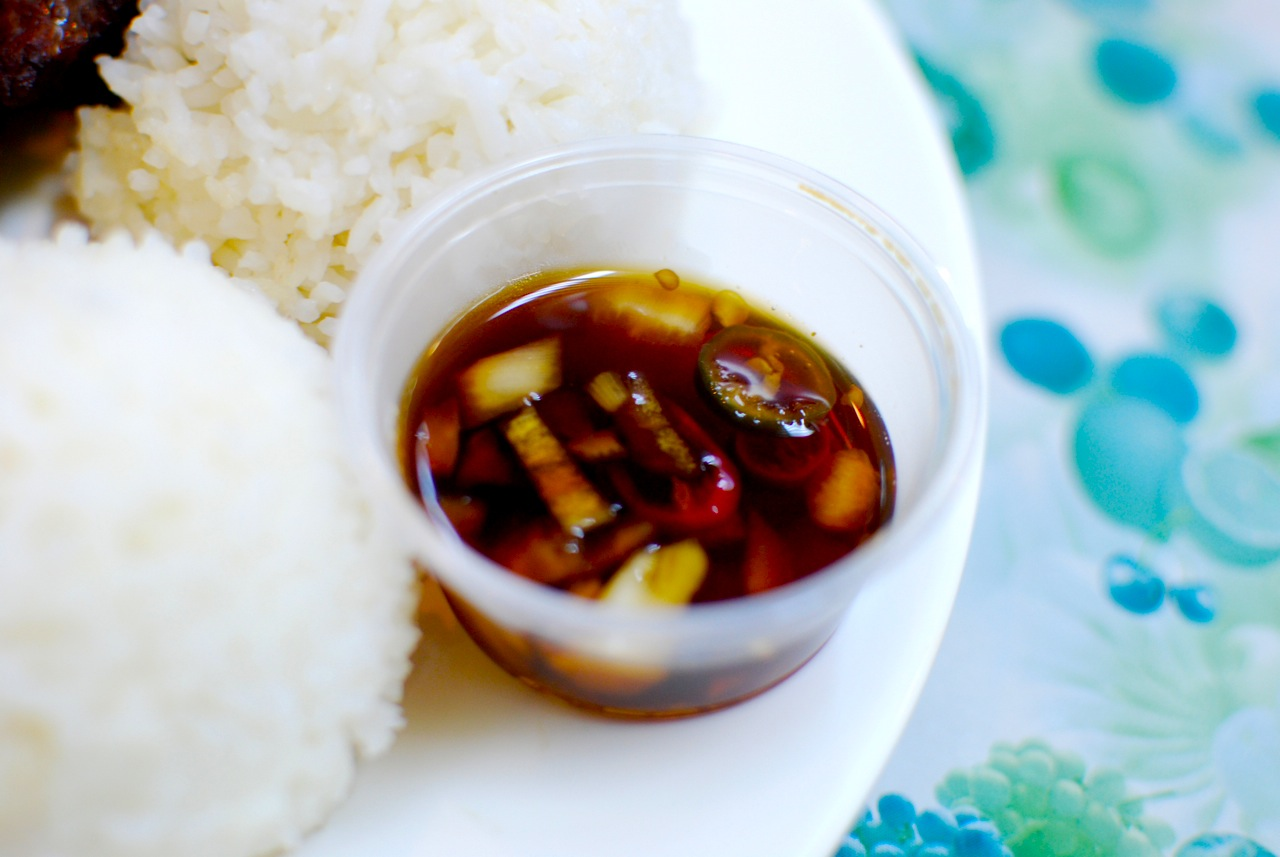
Omáčka finadene

Kuchyně ostrovního státu Mikronésie je směsí vlivů kuchyně Čamorů a dalších domorodých národu, ale i asijské kuchyně (filipínské, čínské aj.) a také americké kuchyně. Mezi důležité suroviny mikronéské kuchyně patří batáty (sladké brambory) a rýže, dále se také používají listy taro (kolokázie jedlá), brambory nebo tropické ovoce (například chlebovník).
Na ostrově Chuuk je zakázána konzumace alkoholických nápojů, ale obyvatelé ostrova často jezdí pít alkohol na okolní ostrovy.

## Příklady mikronéských pokrmů a nápojů
Příklady mikronéských pokrmů a nápojů:
- Kelaguen, syrové plátky masa (často rybího), marinované s chilli a citronem, pokrm podobný peruánskému ceviche. Podávané s rýží nebo v tortille.
- Sakau, mikronéská varianta kavy. Jedná se o nápoj z kořene pepřovníku opojného a má narkotické účinky.
- Finadene, omáčka z citrónu, kokosu a sójové omáčky
- Tinatak, kořeněné hovězí maso se zeleninou, zelenými fazolkami a kokosovým mlékem[6]
- Empanada, plněná kapsa z těsta
- Ovocné šťávy
- Palmové víno